# 譚又新
譚又新（Tam Iao San，1976年10月25日—），生於澳門，是一位澳門足球教練，曾經執教澳門足球代表隊，現時為蒙地卡羅體育會主教練。

## 教練生涯
年輕時的譚又新也曾是澳門足球代表隊的一員。

### 蒙地卡羅體育會
在2008和2013年，譚又新兩度帶領蒙地卡羅體育會奪得澳門甲組足球聯賽冠軍。

### 澳門足球代表隊
2015年，澳門足球總會委任譚又新出任澳門足球代表隊及發展隊總教練，接替從主教練提拔為技術總監的梁帥榮。任期至2017年1月。2015-2017年期間，在主教練譚又新帶領下，澳門足球代表隊在友賽中作客0-0賽和馬來西亞，更奪得2016年亞洲足協團結盃亞軍，創下隊史國際賽最佳成績，國際足協排名連跳12級，升上184位。此外，澳足在粵澳盃亦有好表現，兩回合五比二擊敗廣東隊，事隔兩年重奪賽事冠軍。
2017年7月25日，譚又新近日因私人家庭理由，向足總表達暫不帶領代表隊的意向，暫卸下澳門足球隊主教練之職。澳門足球隊將暫由技術總監陳曉明接任。

### 蒙地卡羅體育會
2019年1月15日，橫琴ISC首座蒙地卡羅舉行新聞發佈會，宣佈譚又新擔任球會的總教練。

## 獎項
在2017年澳門傑出運動員選舉中，譚又新獲得了傑出教練員獎項：銀獎。

## 個人生活
譚又新是一位基督徒。他小學的時候由其姊姊帶返教會，當時譚又新喜歡返教會，因為撇除信仰上，教會多活動。中學時期譚又新信耶穌和洗禮。譚又新的太太都是基督徒，二人少年的時候，已一齊在教會成長，但當時很少交談，直至大學時才談戀愛。
譚又新另一個職業是澳門電視台的高級編輯。澳門日報在巴西世界盃的講評，也是由譚又新擔任，他也時常在澳門各家媒體發表對足球的評論。

## 外部連結
- Iao-San Tam（页面存档备份，存于） Transfermarkt